# Xã Blom, Quận Deuel, South Dakota
Xã Blom (tiếng Anh: Blom Township) là một xã thuộc quận Deuel, tiểu bang Nam Dakota, Hoa Kỳ. Năm 2010, dân số của xã này là 103 người.